# Plegapteryx partita
Plegapteryx partita là một loài bướm đêm trong họ Geometridae.